# L'Inutile Sacrifice
Pour plus de détails, voir Fiche technique et Distribution.
L'Inutile Sacrifice (Der Stern von Afrika) est un film de guerre hispano-ouest-allemand réalisé par Alfred Weidenmann, sorti en 1957. Il met en scène dans les rôles principaux Joachim Hansen et Marianne Koch.

## Synopsis
Le film  retrace la vie de l'as de l'aviation et pilote de la Luftwaffe Hans-Joachim Marseille (1919-1942), descendant de huguenots émigrés au Brandebourg.

## Fiche technique
Sauf indication contraire, les informations mentionnées dans cette section peuvent être confirmées par la base de données cinématographiques IMDb,  présente dans la section « Liens externes ».
- Titre français : L'Inutile Sacrifice[1]
- Titre original allemand : Der Stern von Afrika
- Titre espagnol : La estrella de África
- Réalisation : Alfred Weidenmann
- Pays de production :  Allemagne de l'Ouest -  État espagnol
- Dates de sortie :
  - Allemagne de l'Ouest : 13 août 1957
  - France : 11 octobre 1957[1]
  - Espagne franquiste : 26 juin 1959

## Distribution
- Joachim Hansen : Hans-Joachim "Jochen" Marseille
- Marianne Koch : Brigitte
- Hansjörg Felmy : Robert Franke
- Horst Frank : Albin Droste
- Peer Schmidt : Answald Sommer
- Lore Hartling : Marianne Franke
- Carl Lange : Hauptmann Krusenberg
- Werner Bruhns : Werner Heydenreich
- Alexander Kerst : Major Niemeyer
- Albert Hehn : Major Schliemann
- Roberto Blanco